# Campeonato Pan-Americano de Ginástica de 2005
O Campeonato Pan-Americano de Ginástica de 2005 foi realizado no Brasil. Os eventos de ginástica artística foram disputados no Rio de Janeiro, de 6 a 9 de outubro de 2005, enquanto os eventos de ginástica rítmica foram realizados em Vitória, de 11 a 13 de novembro de 2005.

## Medalhistas

### Ginástica artística
| Evento              | Ouro                                                                                  | Prata                                                                  | Bronze                                                                     |
| ------------------- | ------------------------------------------------------------------------------------- | ---------------------------------------------------------------------- | -------------------------------------------------------------------------- |
| Masculino           |                                                                                       |                                                                        |                                                                            |
| Equipes             | Estados Unidos · Guillermo Alvarez · Joseph Hagerty · Jonathan Horton · David Durante | Porto Rico · Luis Rivera · Luis Vargas · Jose Ramos · Reinaldo Oquendo | Canadá · Adam Wong · Brandon O'Neil · Grant Golding · Nathan Gafuik        |
| Individual geral    | Abel Drigg (CUB)                                                                      | Luis Vargas (PUR)                                                      | Mosiah Rodrigues (BRA)                                                     |
| Solo                | Brandon O'Neil (CAN)                                                                  | Guillermo Alvarez (USA)                                                | Adam Wong (CAN)                                                            |
| Cavalo com alças    | Luis Rivera (PUR)                                                                     | Luis Vargas (PUR)                                                      | Abel Drigg (CUB)                                                           |
| Argolas             | Regulo Carmona (VEN)                                                                  | Abel Drigg (CUB)                                                       | Luis Rivera (PUR)                                                          |
| Salto               | Abel Drigg (CUB)                                                                      | Fernando Fuentes (VEN)                                                 | Felipe Piña (CHI)                                                          |
| Barras paralelas    | Abel Drigg (CUB)                                                                      | Adam Wong (CAN)                                                        | Grant Golding (CAN)                                                        |
| Barra fixa          | Mosiah Rodrigues (BRA)                                                                | Luis Vargas (PUR)                                                      | Joseph Hagerty (USA)                                                       |
| Feminino            |                                                                                       |                                                                        |                                                                            |
| Equipes             | Estados Unidos · Chellsie Memmel · Alicia Sacramone · Jana Bieger · Bianca Flohr      | Brasil · Daniele Hypólito · Laís Souza · Camila Comin · Jade Barbosa   | Canadá · Alyssa Brown · Aisha Gerber · Brittnee Habbib · Rebecca Simbhudas |
| Individual geral    | Chellsie Memmel (USA)                                                                 | Daniele Hypólito (BRA)                                                 | Laís Souza (BRA)                                                           |
| Salto               | Alicia Sacramone (USA)                                                                | Jana Bieger (USA)                                                      | Laís Souza (BRA)                                                           |
| Barras assimétricas | Chellsie Memmel (USA)                                                                 | Daniele Hypólito (BRA)                                                 | Camila Comin (BRA)                                                         |
| Trave               | Chellsie Memmel (USA)                                                                 | Bianca Flohr (USA)                                                     | Alyssa Brown (CAN)                                                         |
| Solo                | Alicia Sacramone (USA)                                                                | Daniele Hypólito (BRA)                                                 | Jana Bieger (USA)                                                          |

### Ginástica rítmica
| Evento                  | Ouro | Prata                                                                           | Bronze                                                                |
| ----------------------- | --- | ------------------------------------------------------------------------------- | --------------------------------------------------------------------- |
| Equipes                 | Estados Unidos · Olga Karmansky · Aline Bakchajian · Brenann Stacker · Lisa Wang                                     | Brasil · Ana Paula Ribeiro · Ana Paula Scheffer · Luisa Matsuo · Mônica Rizzo · | México · Cynthia Valdez · Veronica Navarro · Ana Bucio · Rut Castillo |
| Individual geral        | Olga Karmansky (USA)                                                                                                 | Cynthia Valdez (MEX)                                                            | Ana Paula Ribeiro (BRA)                                               |
| Corda                   | Cynthia Valdez (MEX)                                                                                                 | Ana Paula Scheffer (BRA)                                                        | Yenly Figueredo (CUB)                                                 |
| Bola                    | Cynthia Valdez (MEX)                                                                                                 | Ana Paula Ribeiro (BRA)                                                         | Olga Karmansky (USA)                                                  |
| Maças                   | Cynthia Valdez (MEX)                                                                                                 | Olga Karmansky (USA)                                                            | Ana Paula Ribeiro (BRA)                                               |
| Fita                    | Ana Paula Ribeiro (BRA)                                                                                              | Cynthia Valdez (MEX)                                                            | Olga Karmansky (USA)                                                  |
| Grupos                  | Brasil · Nickolle Abreu · Nicole Muller · Natália Sanchez · Larissa Evangelista · Luciane Hammes · Marcela Menezes · | Cuba                                                                            | Venezuela                                                             |
| Grupo 5 fitas           | Brasil · Nickolle Abreu · Nicole Müller · Natália Sanchez · Larissa Evangelista · Luciane Hammes · Marcela Menezes · | Canadá                                                                          | Cuba                                                                  |
| Group 3 arcos + 4 maças | Brasil · Nickolle Abreu · Nicole Müller · Natália Sanchez · Larissa Evangelista · Luciane Hammes · Marcela Menezes · | Cuba                                                                            | Venezuela                                                             |

## Quadro de medalhas
| Pos.               | País               | Ouro | Prata | Bronze | Total |
| ------------------ | ------------------ | ---- | ----- | ------ | ----- |
| 1                  | Estados Unidos     | 9    | 4     | 4      | 17    |
| 2                  | Brasil             | 5    | 7     | 6      | 18    |
| 3                  | Cuba               | 3    | 3     | 3      | 9     |
| 4                  | México             | 3    | 2     | 1      | 6     |
| 5                  | Porto Rico         | 1    | 4     | 1      | 6     |
| 6                  | Canadá             | 1    | 2     | 5      | 8     |
| 7                  | Venezuela          | 1    | 1     | 2      | 4     |
| 8                  | Chile              | 0    | 0     | 1      | 1     |
| Total (8 entradas) | Total (8 entradas) | 23   | 23    | 23     | 69    |